# توم نيلسون (لاعب كرة قدم أمريكية)
توم نيلسون (بالإنجليزية: Tom Nelson)‏ هو لاعب كرة قدم أمريكية أمريكي، ولد في 4 ديسمبر 1986.

## وصلات خارجية
- توم نيلسون على موقع مرجع كرة القدم المحترفة.كوم (الإنجليزية)